# World Assemblies of God Fellowship
World Assemblies of God Fellowship (WAGF) är världens största pingstgemenskap, bestående av 140 nationella pingstkyrkor med sammanlagt 60 miljoner medlemmar.
WAGF har sina rötter i den moderna pingströrelsens genombrott, i väckelsen på Azusa Street i Los Angeles i början av 1900-talet.
1914 bildades det amerikanska pingstsamfundet Assemblies of God (AG) som genom missionsverksamhet snart fick systerkyrkor runt om i världen.
1988 samlades ombud för de olika nationella kyrkorna och bildade World Pentecostal Assemblies of God Fellowship.
Till ordförande valdes ledaren för AG:s internationella mission J. Philip Hogan. 1992 efterträddes Hogan av den koreanske pastorn David Yonggi Cho och året därpå stöks ordet "Pentecostal" ur organisationens namn.

## Ordförande
- J. Philip Hogan, 1988-1992
- David Yonggi Cho, 1992-2000
- Thomas E. Trask, 2000-2008
- George O. Wood, sedan 2008

## Medlemskyrkor

### Afrika
- Angola Assemblies of God
- Assemblies of God of the Democratic Republic of the Congo
- Kenya Assemblies of God
- Pentecostal Assemblies of God of Kenya
- Assemblies of God in Mauritius
- General Council of the Assemblies of God Nigeria
- Assemblies of God of Reunion Island
- Assemblies of God in South Africa
- Tanzania Assemblies of God

### Asien-Oceanien
- Australian Christian Churches
- Assemblies of God of Fiji
- Ecclesia Ministries Limited
- Assemblies of God of Indonesia
- Japan Assemblies of God
- Assemblies of God of Korea
- Assemblies of God of Korea Yoido General Council
- General Council of the Korea Assemblies of God
- Assemblies of God of Malaysia
- Assemblies of God in New Zealand
- Philippines General Council of the Assemblies of God
- Samoan Assemblies of God Fellowship
- Samoan Assemblies of God in New Zealand Incorporated
- Tongan Assemblies of God in New Zealand Incorporated
- Assemblies of God of Singapore
- Assemblies of God in Vietnam

### Sydasien
- Bangladesh Assemblies of God
- Assemblies of God in India
- Assemblies of God in Pakistan
- Assemblies of God in Sri Lanka

### Mellanöstern
- Jama'at-e Rabbani

### Europa
- Assemblies of God in Armenia
- United Church of Christians of Evangelical Faith
- Apostoliska kyrkan i Tjeckien
- Assemblies of God i Frankrike
- Federation of Pentecostal Churches
- Assemblies of God in Great Britain
- Apostolic Church of Pentecost of Greece
- Assemblies of God Ireland
- Assemblies of God of Italy
- Assemblies of God Luxembourg
- United Pentecostal and Evangelical Churches
- Pentecostal Church in Poland
- Assemblies of God of Portugal
- Assemblies of God of Romania
- Ryska Assemblies of God
- Union of Pentecostal Christians of Evangelical Faith
- Apostolic Church i Slovakien
- Assemblies of God of Spain
- Swiss Pentecostal Mission

### Latinamerika/Karibien
- Union of the Assemblies of God of Argentina
- Assemblies of God i the Bahamas
- Assemblies of God i Bolivia
- Assembleias de Deus i Brasilien
- Assemblies of God i Chile
- Assemblies of God i Colombia
- Assemblies of God i Costa Rica
- Assemblies of God i Dominikanska Republiken
- Assemblies of God i Ecuador
- Assemblies of God i El Salvador
- Assemblies of God i Guatemala
- Assemblies of God i Haiti
- Assemblies of God i Mexico
- Assemblies of God i Paraguay
- Assemblies of God i Surinam
- Assemblies of God i Uruguay

### Nordamerika
- Canadian Assemblies of God
- Pentecostal Assemblies of Canada
- Pentecostal Assemblies of Newfoundland and Labrador
- Assemblies of God USA